# Yin Jian
Yin Jian (née le 25 décembre 1978 à Xichong) est une véliplanchiste chinoise double médaillée olympique.
Aux Jeux olympiques d'été de 2004, elle obtient la médaille d'argent en planche à voile Mistral.
En 2008, aux Jeux olympiques de Pékin, elle remporte cette fois la médaille d'or s'imposant sur quatre manches sur onze.